# 下米霍利亞茨
下米霍利亞茨是克羅地亞的城鎮，位於該國東部德拉瓦河，距離納希采32公里，毗鄰與匈牙利接壤的邊境，由奧西耶克-巴拉尼亞縣負責管轄，面積154平方公里，海拔高度97米，2001年人口10,265。

## 外部連結
- Donji Miholjac official page（页面存档备份，存于）
- Donji Miholjac unofficial forum
- Donji Miholjac unofficial page